# Eugenio Recuenco
Eugenio Recuenco (Madrid,1968), es un fotógrafo y cineasta español. Su estilo personal es a menudo descrito como "cinematográfico" y "pictórico". 
Galardonado con el Premio Nacional de Fotografía ABC en 2004 por su serie Concepción, Parto, Juego y Educación, el León de Oro en Cannes (La Bella Durmiente, Playstation, 2005), el Premio a la mejor publicidad con Esencia de una Seducción, en 2008, y diversos premios en distintos festivales de cine internacionales con su cortometraje Manuscrit Trouvé dans L'Olubli, en 2016. 
Su proyecto personal más importante hasta la fecha, 365º, ha sido expuesto en Madrid, Berlin, Paris, Vitoria, Shanghái o Taipéi y editado en forma de libro.

## Biografía
Eugenio Recuenco nace en Madrid en mayo de 1968. Estudia Bellas Artes y se licencia en la especialidad de pintura, en la Universidad Complutense de Madrid. En los primeros pasos de su carrera se especializa en pinturas de gran formato, pero pronto se centra en la fotografía. Pronto empieza a realizar fotografías para diversas revistas de moda, primero en España y posteriormente en Paris, a donde se traslada habitualmente y donde pasa largas temporadas.
Vogue España, Madame Figaro, Wad, Vogue UK, Spoon, Planet, Vanity Fair, Stern, Numero, Kult, GO o Zink son algunas de ellas.
Es en Paris donde realiza su primer trabajo de publicidad para Boucheron. A partir de ahí serán muchas las marcas que le llamen para que construya sus imágenes: Nina Ricci, Diesel, Shanghái Tang, Yves Saint Laurent, Sony, Playstation, Custo, Le Bon Marché, BSI Lugano, Pernod Ricard, Canal +, Barceló Hoteles, Puy De Fou, Dry Martini o Naf Naf son algunas de ellas.
En 2007 es invitado a realizar el calendario Lavazza y desde Estados Unidos le llaman para realizar junto a Eric Dover la escenografía y puesta en escena de la ópera “Les Huguenots” en The Fisher Center de Nueva York.
Es también en París donde realiza su primer spot, en esta ocasión para Nina Ricci (Nina). Este camino recién estrenado continúa rápidamente con otras marcas como Loewe, Freixenet, Mango, Codorniú, Chivas Regal, Regione Campania, Vanderbilt, Motorola, Huawei, Bvlgary, Jean Paul Gaultier, El Corte Inglés, Nextel o Palacio Del Hierro.
En 2008 su video “Esencia de una Sedución” gana el premio a la mejor publicidad del año en España y el premio al mejor cortometraje en la Semana Internacional de cine Ciudad de México.
Desde ese momento sigue realizando cortometrajes y videoclips como “Mein Herz Brennt” para Rammstein.
Aunque ya había expuesto sus fotografías en el Museo Nacional de Arte Reina Sofía de Madrid, en el BAC (Barcelona Arte Contemporáneo), Naardeen Photo Festival, FEM (Festival Edición Madrid), Les Rencontres de Arles,  PhotoEspaña, Art Toronto 2007 o la Biblioteca Nacional de España; es una vez más Paris donde realiza su primera exposición individual, “Sueño y Tempestad”, en la Galería Bertin-Toublanc.
En 2004 le dan el Premio Nacional de Fotografía ABC por su serie Concepción, Parto, Juego y Educación; en 2009 gana oro y bronce en el Sol Festival y en 2005 y 2013 leones de oro con sus fotografías en el Cannes Lions Festival.
En 2011 se proyectaron en la sección oficial sus films “88:88” y  “Deseo” en el ASVOFF, Festival de Films de Moda en el CaixaForum de Barcelona.
En 2012 también estuvo presente en la sección oficial del San Francisco International Fashion Film Festival su film “Pure Beauty“, y vuelve a colaborar en el calendario Lavazza 2012.
En 2013 es TeNeues quién le llama para realizar su primer libro individual “REVUE”, cuyo lanzamiento coincidió con una exposición individual en la Galería Camera Work de Berlín, en septiembre del 2013.
Ese mismo año se proyectan sus films “Pure Beauty” y “Aire” en la sección oficial del Festival de Montreal Fashion Week 2013.
Cierra 2013 siendo galardonado por su fotografía “The little Prince 2013” en “Cannes” con el León de Oro a mejor fotografía; con el Oro a mejor fotografía y mejor dirección de arte en “El ojo de Iberoámerica”; Con el Sol de Bronce en “Sol” Festival Iberoamericano de la comunicación publicitaria; y bronce una vez más en el “FIAP” Festival Iberoamericano de la publicidad.
En 2014 sus films “88:88” y “Deseo” se exhiben en el auditorio del Museo del FIT de Nueva York dentro de una pieza llamada “Narraciones” en el marco de las jornadas “Hispanic-American Fashion Culture” organizadas por el Instituto Cervantes de Nueva York. 
El Museo Kunst Halle Rostcok, Alemania, hace una retrospectiva de su trabajo en septiembre de ese año. 
Su obra también tuvo presencia en Fotografiska, Estocolmo. 
En octubre de este mismo año participa en la exposición que conmemora el 20 aniversario de la revista de moda GQ “Man in Progress”. 
En 2015 participa en el 25 aniversario de la fundación Deichtorhallem Hamburg (Alemania) con tres obras inspiradas en el trabajo del gran artista que da nombre a la exposición “PICASSO in Contemporary Art” expuestas además a finales de este mismo año en Ohio (Estados Unidos) en el Wexner Center for the Arts. 
A finales de 2015 es invitado a colaborar en “Distinction” una retrospectiva sobre la fotografía de moda para el Museu del Disseny en Barcelona.
En el 2016 el Museo FIT de Nueva York expuso “Fairy Tale Fashion” incluyendo 3 obras de esa misma serie que serán incluidas en un libro con el mismo título que compila todas las obras expuestas en la exposición. 
En 2016 finaliza el cortometraje como director de “Manuscrit Trouvé Dans L'Oubli”, basado en el libro de Alberto Méndez “Los Girasoles Ciegos“ con numerosos premios en diversos Festivales de Cine internacionales.
En septiembre del 2016 forma parte de una exposición colectiva en la Galería CWC de Berlín bajo el título “ Latest Finds “ con sus últimos trabajos de la serie Gentifrications y Nocturnals.
Recuenco ha dedicado casi 8 años (2010-2018) a un proyecto fotográfico personal llamado 365º, que consiste en trescientas sesenta y nueve fotográfías, una por cada día del año. Con 369 imágenes, 8 años de trabajo, 120 modelos, un equipo de 300 personas y la visión única de Recuenco, este proyecto hace un recorrido por los últimos 50 años de nuestro tiempo, es un reflejo de nuestras virtudes e imperfecciones como sociedad e individuos y un paseo por los recuerdos propios del excepcional artista. Todo el proyecto fue realizado dentro de un mismo espacio. Un proyecto muy ambicioso, expuesto por 
primera vez completo y a modo de instalación en el CEART, Centro de Arte Tomás y Valiente de Fuenlabrada, Madrid, en 2018.
La exposición “ 365º” ha estado en la Sala Fundación VITAL, en Vitoria, en la galería Camera Work de Berlin, y en otras ciudades como Shanghái, París o Taipéi. 
Su próximo proyecto fotográfico, “Las Mil y Una Noches”, en el que trabaja actualmente, pretende ser el más grande hasta la fecha.
En la actualidad vive detrás de una cámara y sigue dirigiendo spots y videoclips para diversas marcas y personalidades.